# جلجل
جلجل (1.أغنية شائعة، 2.صلصلة، 3.خشخشة الراديو، 4.خشخشة، 5.رنين، 6.نغم بجلجلة، 7.صلصل بالأجراس). معروف أيضا كجوقة في الدعاية، والإعلان. في بداية الإذاعة كان هناك فقط لحنٌ قصيرٌ جدا يبث قبل الإعلانات. اليوم تطور هذا اللحن إلى موسيقى تصويرية ترافق كل دعايات التلفزيون. في مجتمعنا نحن نميل إلى أن نتذكر لحن ما بالنسبة  لمنتج معين: مثلاً الإعلان عن لعب الأطفال يتم بثها في أوقات محددة وموجهة نحو هدف محدد وهم الأطفال.